# Cathédrale Sainte-Marie de Tallinn
Cette cathédrale ne doit pas être confondue avec une autre cathédrale de Tallinn.
Pour les articles homonymes, voir Cathédrale Sainte-Marie.
La cathédrale Sainte-Marie de Tallinn, de son nom complet cathédrale épiscopale de la Vierge Marie de Tallinn ou plus brièvement église du Dôme, est la cathédrale marquant le siège de l'archevêché de Tallinn. À l'origine catholique, elle est devenue luthérienne en 1561, appartenant maintenant à l'Église évangélique-luthérienne estonienne.
Construite sur la colline de Toompea, c'est la plus ancienne église de Tallinn et de l'Estonie continentale. C'est aussi le seul bâtiment de Toompea à avoir survécu au grand incendie de 1684.

## Présentation

### Préambule: construction d'une église en 1219
Une première église en bois est construite à Tallinn, en Estonie, probablement en 1219, quand les danois envahissent Tallinn, ce qui fait de cette église la plus ancienne de Tallinn et de l'Estonie continentale.

### Situation géographique
La première église en bois et la cathédrale l'ayant remplacée sont construites sur la colline de Toompea, à Tallinn, en Estonie.

### Dénomination
La cathédrale Sainte-Marie de Tallinn peut être intitulée de son nom complet : cathédrale épiscopale de la Vierge Marie de Tallinn (en estonien : Tallinna Neitsi Maarja Piiskoplik Toomkirik), ou plus brièvement : église du Dôme (en estonien : Toomkirik).

### Fonction et affiliation
Cette cathédrale est le siège de l'archevêché de Tallinn. À l'origine catholique, elle est devenue luthérienne en 1561 et appartient maintenant à l'Église évangélique-luthérienne estonienne.

## Histoire de la cathédrale

### Construction de la cathédrale à partir de 1229
En 1229, les frères Dominicains arrivent et commencent à bâtir une église en pierre pour remplacer l'ancienne église en bois. Les moines sont tués dans un conflit entre les chevaliers Porte-Glaive et des vassaux supportant le légat du pape en 1223. Une lettre demandant la permission de la consacrer à nouveau est envoyée à Rome en 1233 ; c'est la première trace écrite de l'existence de l'église. Les Dominicains n'ont pu terminer l'édifice mais seulement les murs de soubassement. Le bâtiment est terminé en 1240, il est nommé cathédrale et consacré à la Vierge Marie.

### Reconstruction de la cathédrale à partir des années 1330
La reconstruction de la cathédrale commence au début du XIVe siècle. Dans les années 1330, on commence les travaux d'élargissement du bâtiment pour que de sa nef unique il ait une nef et deux collatéraux. Les travaux durent environ cent années. La nouvelle nef de 29 mètres de long, construite sur le principe des basiliques est prête dans les années 1430.

### Cathédrale sujette à un incendie en 1684
La cathédrale est gravement endommagée par le grand incendie de 1684 (et), quand tous ses éléments en bois sont détruits. Quelques voûtes s'écroulent et de nombreuses sculptures en pierre sont endommagés en particulier dans le chancel. C'est le seul bâtiment de Toompea à avoir survécu à ce grand incendie.
En 1686, l'église est pratiquement rebâtie pour retrouver son état d'avant l'incendie. La nouvelle chaire, décorée des images des apôtres et datant de 1686, ainsi que l'autel datant de 1696 sont dus à Christian Ackermann (en).

## Personnalités inhumées sous la cathédrale
Parmi les personnalités inhumées dans la cathédrale citons Heinrich Matthias von Thurn, un des meneurs de la révolte protestante contre Ferdinand II et des événements qui conduisirent à la guerre de Trente Ans, Pontus de La Gardie et Sofia Johansdotter Gyllenhielm (la fille de Jean III de Suède), Samuel Karlovitch Greig, Otto Wilhelm von Fersen (en), Fabian von Fersen et Adam Johann von Krusenstern.

## Galerie

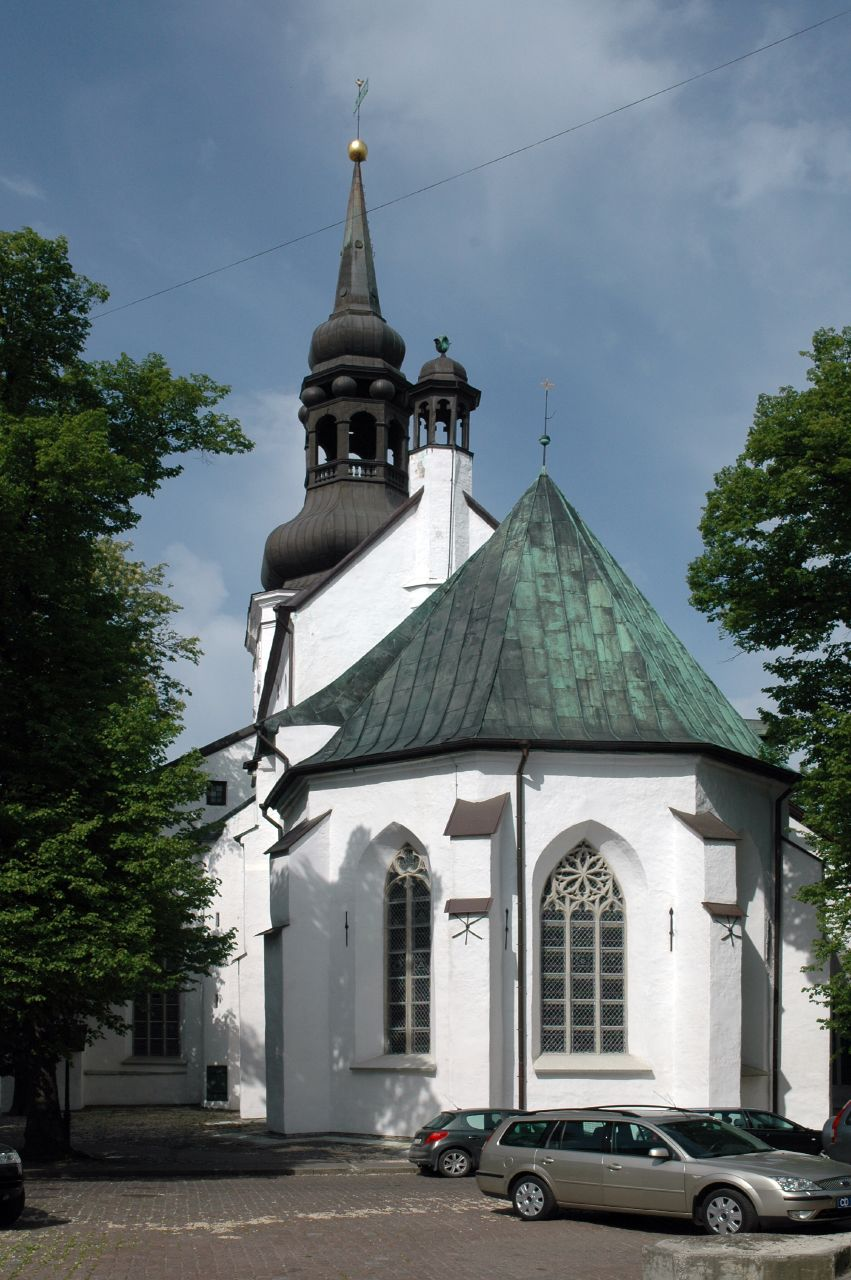
L'extérieur.
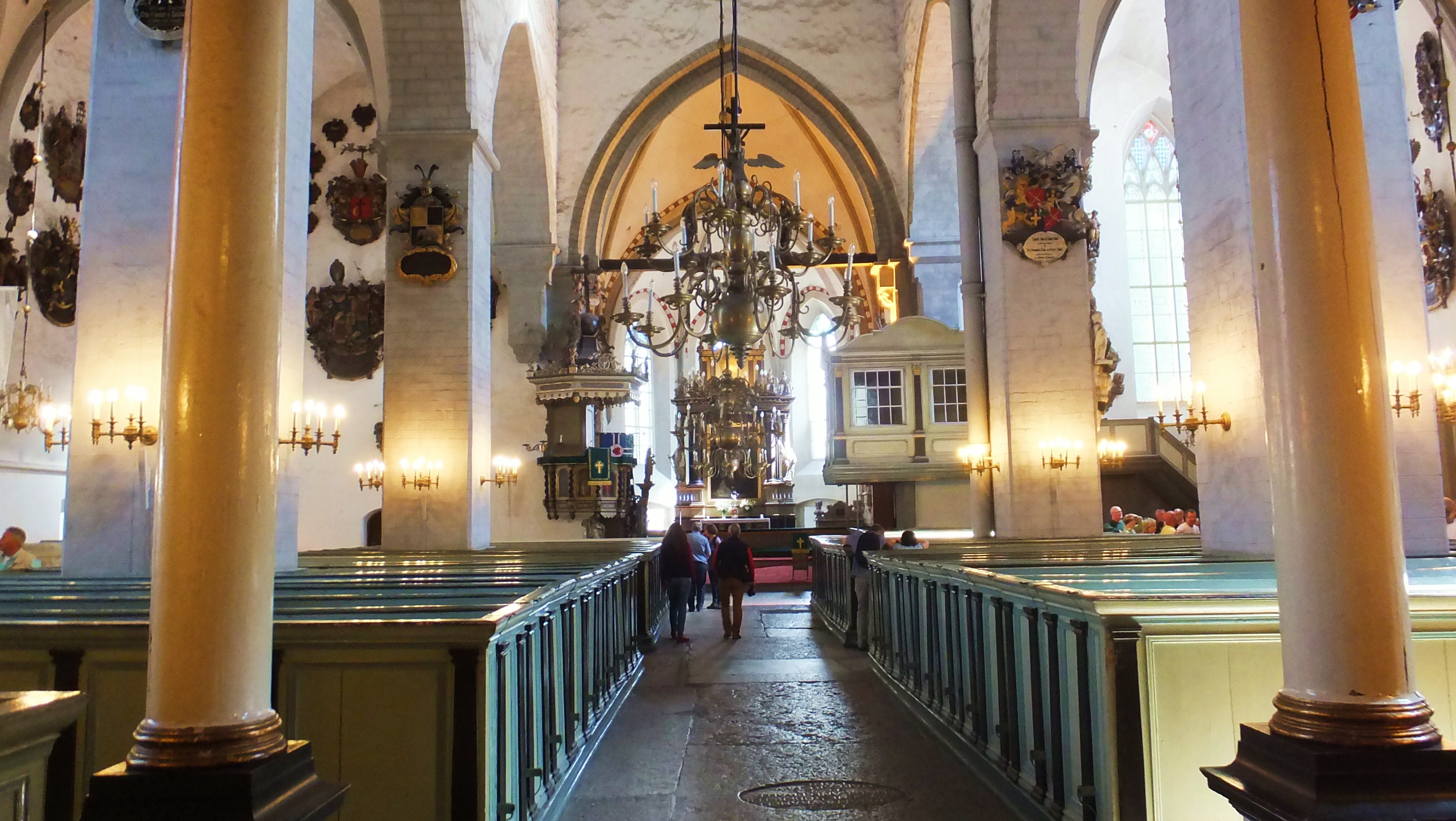
Vue vers l'autel.
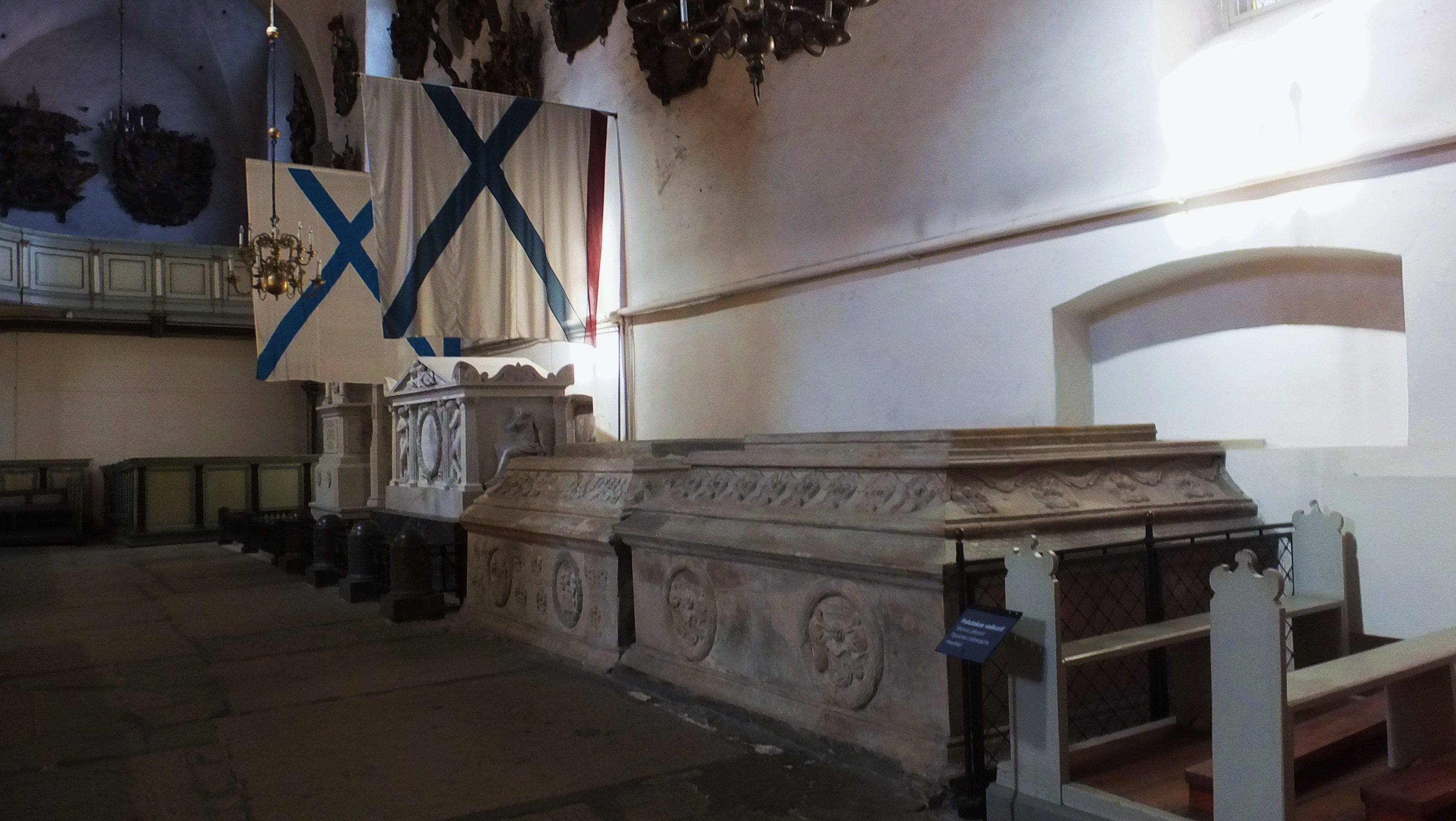
Tombeaux dans la cathédrale.
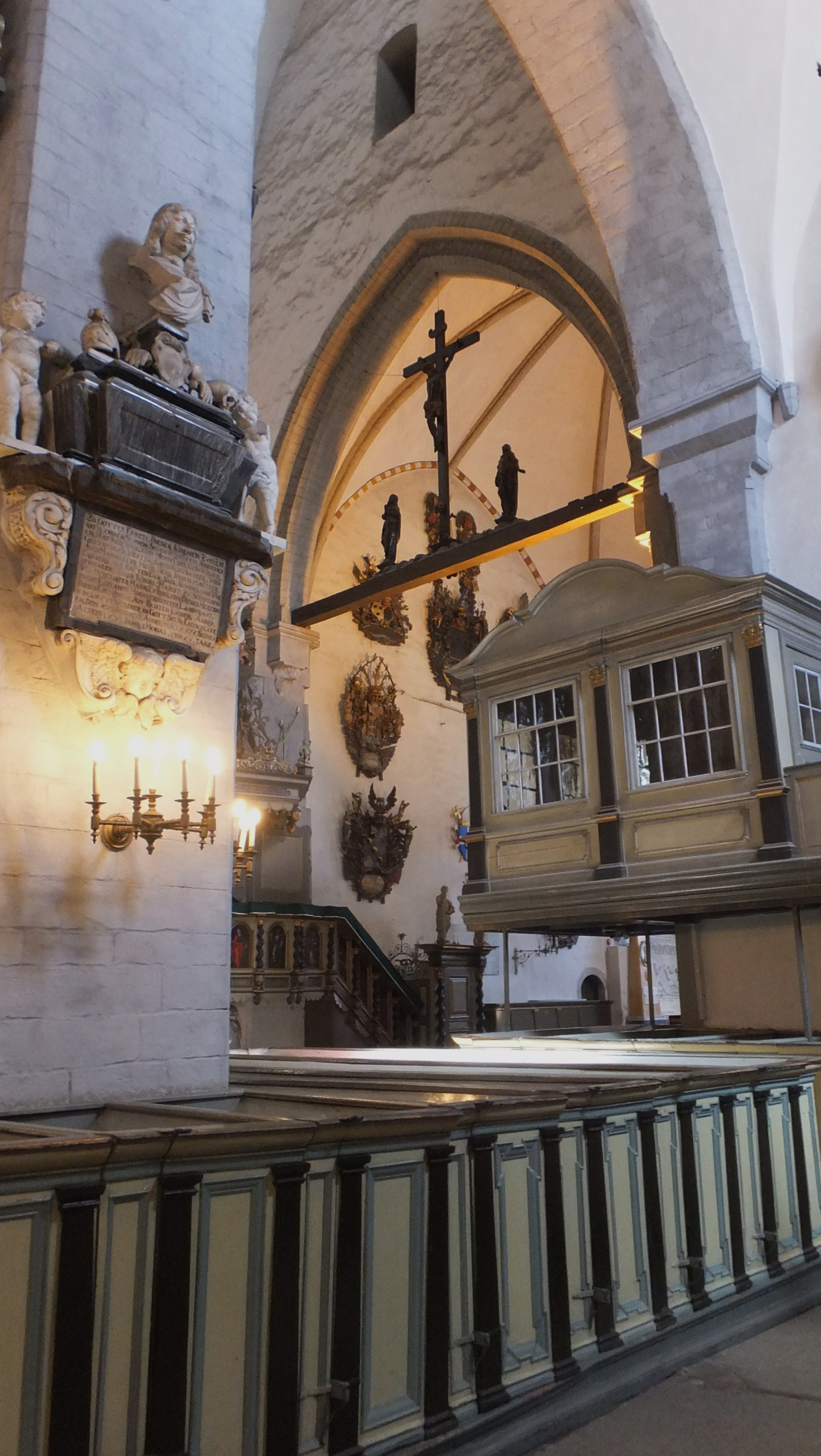
L'aile droite.
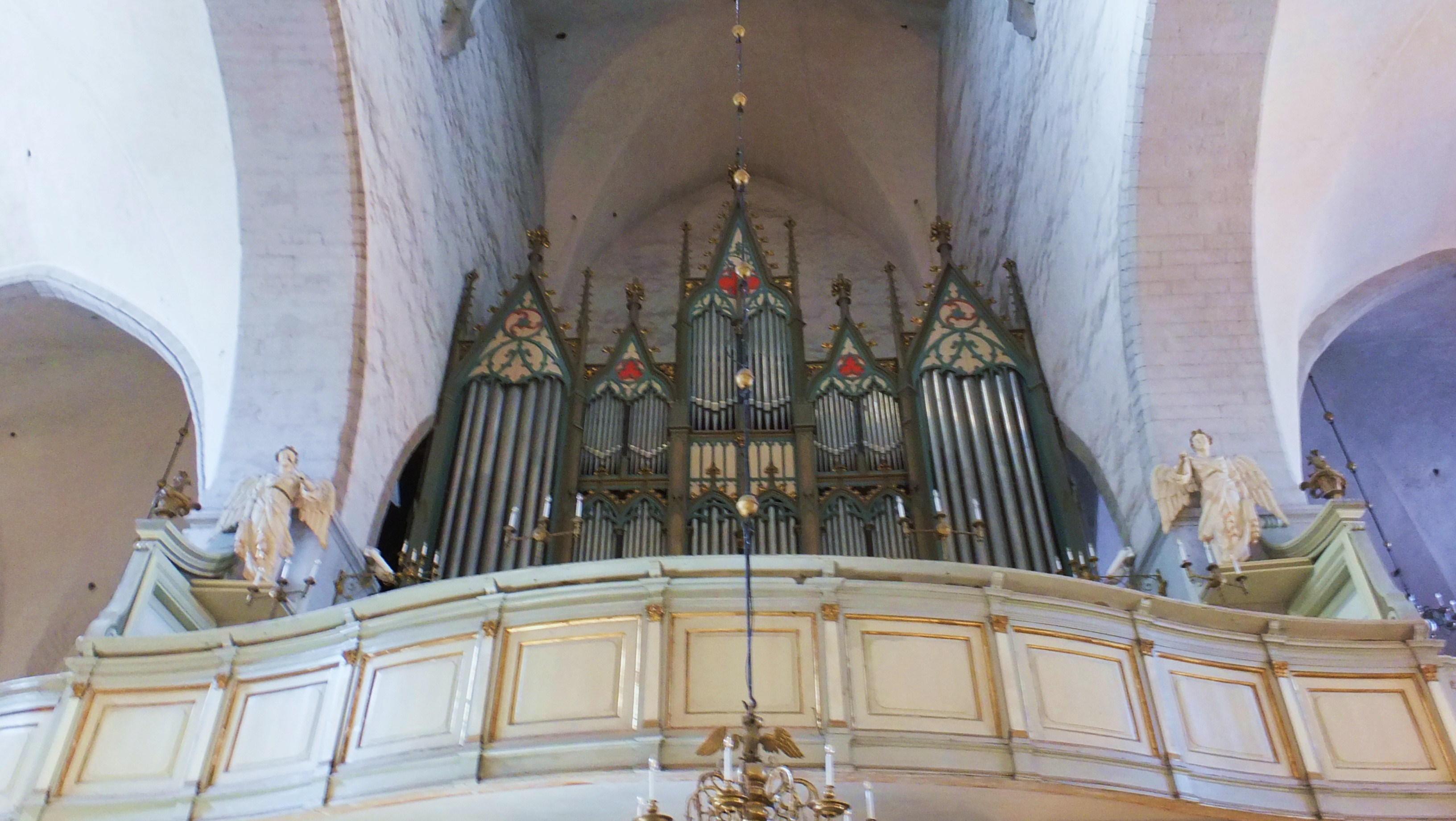
L'orgue.
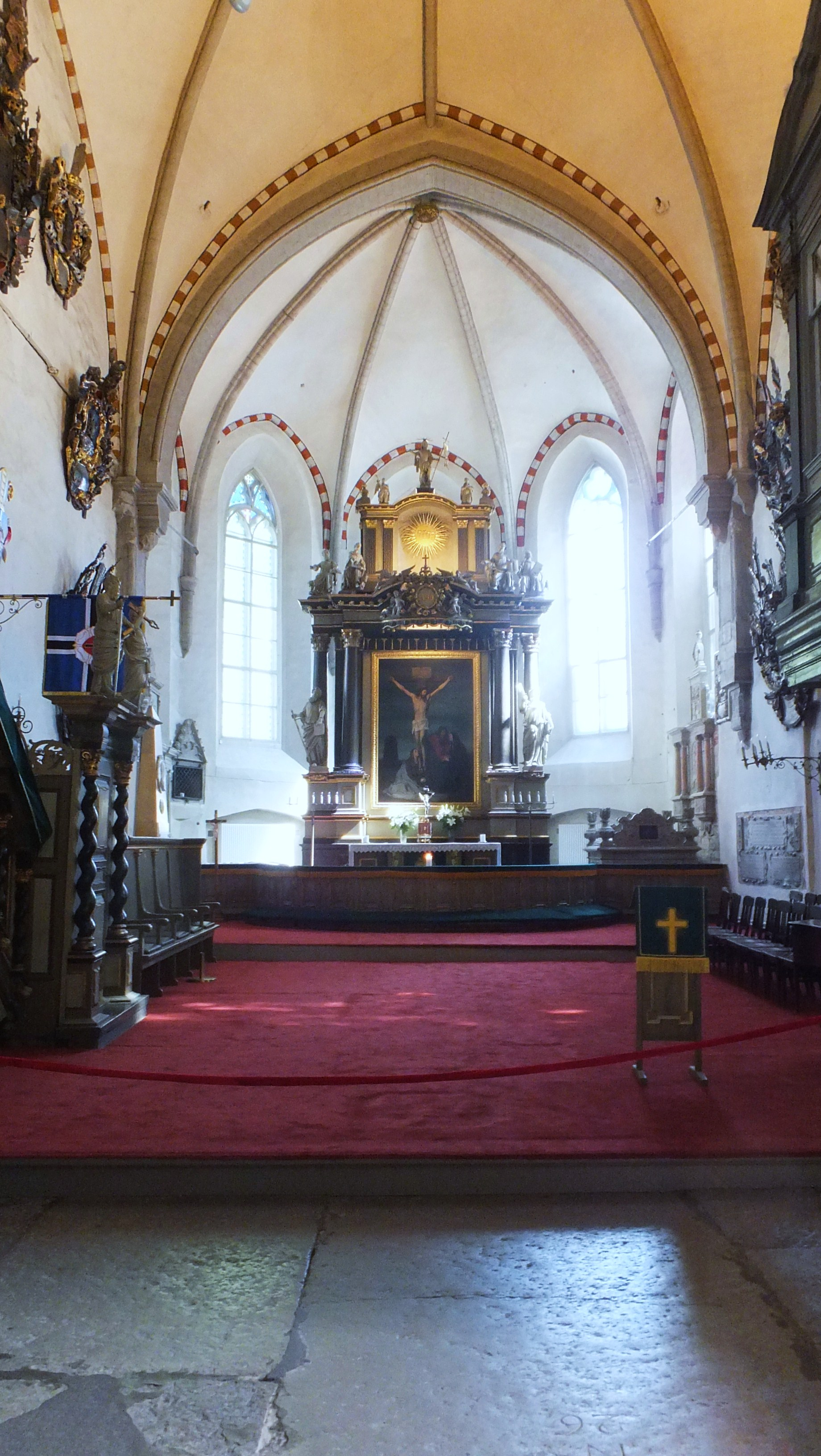
L'autel.
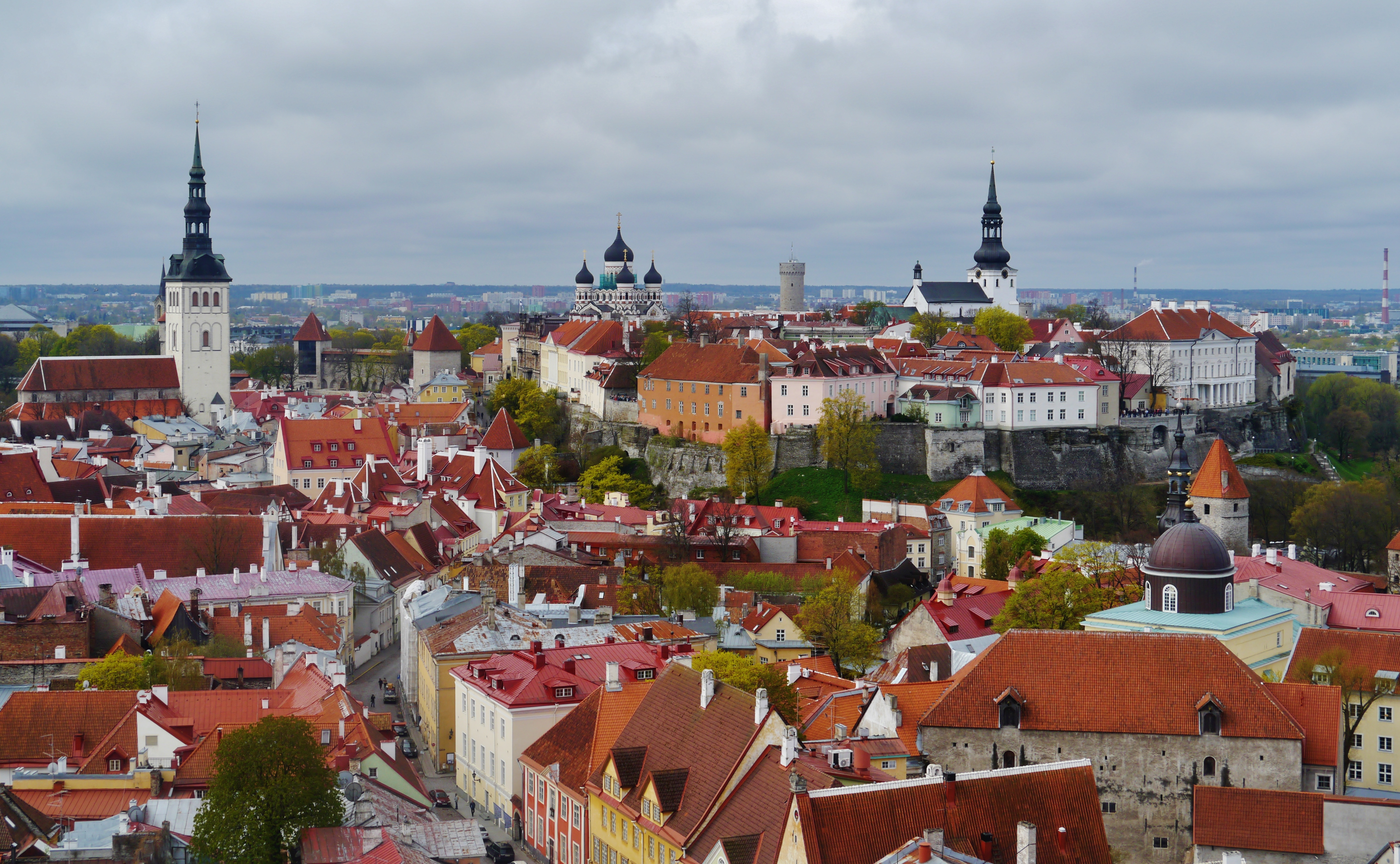
Tallinn vu de la cathédrale.